# Atyaephyra
Atyaephyra ist eine Gattung der Süßwassergarnelen mit Verbreitung in der Mittelmeerregion und im Nahen Osten, östlich bis zum Schatt al-Arab, Irak. Eine Art, Atyaephyra desmarestii, ist vom Menschen als Neozoon in weite Bereiche West- und Mitteleuropas eingeschleppt worden.

## Merkmale
Die Gattung umfasst Süßwassergarnelen mit einer Carapaxlänge etwa zwischen 5 und 8 Millimeter, die durchscheinend weißlich oder unauffällig gefärbt und nicht gezeichnet sind. Sie besitzen zwei Paar Dornen, die supraorbitalen und antennalen Dornen, beiderseits des Augenausschnitts am Vorderrand des Carapax. Die Augen sind gut ausgebildet und funktionstüchtig (ein Unterschied zur verwandten und ähnlichen Gattung Troglocaris). Nur die ersten beiden Schreitbeinpaare des Rumpfabschnitts (Peraeon) besitzen einen Exopoditen, an den übrigen drei Beinpaaren ist er ohne Rest rückgebildet. Beim Männchen ist der Genitalanhang (Appendix masculina) am zweiten der beiden Pleopodenpaare lang, subzylindrisch und trägt zahlreiche dornförmige Borsten. Ein typisches Feldmerkmal für die Atyaephyra ist ein langes Haarbüschel an der Spitze der Scherenfinger der ersten und zweiten Peraeopoden, die die Gattung aber mit einigen Verwandten gemeinsam hat (Familienmerkmal).

## Systematik und Taxonomie
Félix António de Brito Capello entdeckte 1867 bei Coimbra in Portugal eine Art der Süßwassergarnelen, die er als Atyaephyra rosiana beschrieb. Arnold Edward Ortmann bemerkte 1890, dass die von Pierre-Aimé Millet aus Frankreich schon 1831 beschriebene Hippolyte desmarestii und Atyaephyra rosiana in Wirklichkeit dieselbe Art sind, für die er den Namen Atyaephyra desmarestii einführte, da sie keiner der vorher vorgeschlagenen Gattungen zugeordnet werden konnte. Typusart der Gattung ist also Atyaephyra rosiana, ein Synonym von Atyaephyra desmarestii.
Danach waren die Systematiker lange der Ansicht, die Gattung Atyaephyra würde nur diese eine Art umfassen, für die aber eine Reihe von Varietäten und Unterarten angegeben wurden, deren Status und Abgrenzung jedoch strittig waren. Erst in den 2000er Jahren wurde, vor allem durch genetische Untersuchungen, die frühere Sammelart aufgespalten. Demnach gehören die Tiere des östlichen Mittelmeerraums, die vorher in diese Art einbezogen wurden, in Wirklichkeit einer Reihe anderer Arten an, die nach morphologischen Kriterien nur schwer unterschieden werden können (Kryptospezies). Die Art wurde zunächst in sieben neue Arten aufgespalten, von denen eine später wieder mit Atyephyra desmarestii synonymisiert wurde. Möglicherweise existieren aber weitere kryptische Arten.
Nach Kenntnisstand 2014 umfasst die Gattung demnach die folgenden Arten:
- Atyaephyra desmarestii (Millet, 1831). Westliche Mittelmeerregion, vom westlichen Nordafrika über die iberische Halbinsel, Südfrankreich und Italien sowie auf den Inseln Korsika, Sardinien und Sizilien. Außerdem in große Teile West- und Mitteleuropas als Neozoon eingeschleppt. Die aus Griechenland beschriebene Atyaephyra acheronensis Christodoulou et al. gehört vermutlich zu dieser Art.[2]
- Atyaephyra orientalis Bouvier, 1913. Südanatolien, Syrien, Israel, Jordanien, Irak. Vermutlich ein Komplex aus mehreren, bisher nicht unterschiedenen Kryptospezies.
- Atyaephyra stankoi Karaman, 1972. Griechenland.
- Atyaephyra thyamisensis Christodoulou et al., 2012. Griechenland.
- Atyaephyra strymonensis Christodoulou et al., 2012. Griechenland.
- Atyaephyra tuerkayi Christodoulou et al., 2012. Zuerst nur im Grenzfluss Nahr Al-Kabir zwischen Syrien und dem Libanon, später auch Material aus anderen Teilen von Syrien entdeckt.[3]

Die Abgrenzung zur in Karstgrundwasser und Höhlengewässern lebenden augenlosen Gattung Troglocaris ist morphologisch eindeutig, aber nach genetischen Untersuchungen unklar. Die einzige in Frankreich verbreitete Art der Gattung, Troglocaris inermis Fage, 1937, war den genetischen Daten nach näher mit Atyaephyra desmarestii verwandt als mit den anderen Troglocaris-Arten vom Balkan. Für die Art wurde später die (monotypische) Gattung Gallocaris aufgestellt.